# Carpathonesticus
Carpathonesticus es un género de arañas araneomorfas de la familia Nesticidae. Se encuentra en el Este de Europa.

## Lista de especies
Según The World Spider Catalog 12.0:
- Carpathonesticus avrigensis Weiss & Heimer, 1982 — Rumania
- Carpathonesticus biroi (Kulczynski, 1895) — Rumania
- Carpathonesticus caucasicus (Charitonov, 1947) — Georgia
- Carpathonesticus cibiniensis (Weiss, 1981) — Rumania
- Carpathonesticus fodinarum (Kulczynski, 1894) — Rumania
- Carpathonesticus galotshkae Evtushenko, 1993 — Ucrania
- Carpathonesticus hungaricus (Chyzer, 1894) — Rumania
- Carpathonesticus ljovuschkini (Pichka, 1965) — Rusia
- Carpathonesticus lotriensis Weiss, 1983 — Rumania
- Carpathonesticus orolesi Nae, 2013
- Carpathonesticus paraavrigensis Weiss & Heimer, 1982 — Rumania
- Carpathonesticus parvus (Kulczynski, 1914) — Bosnia-Hercegovina
- Carpathonesticus puteorum (Kulczynski, 1894) — Rumania
- Carpathonesticus racovitzai (Dumitrescu, 1980) — Rumania
- Carpathonesticus simoni (Fage, 1931) — Rumania
- Carpathonesticus spelaeus (Szombathy, 1917) — Rumania
- Carpathonesticus zaitzevi (Charitonov, 1939) — Georgia